# Манекен (мода)
Вижте пояснителната страница за други значения на Манекен.
Манекенът е човек, който дефилира на модни ревюта и други светски събития.
Манекенството включва подобни способности на другите форми на изпълнения пред публика като актьорство, танц и мимика. Моделите, представящи модни колекции на ревюта, владеят перфектна походка и използват езика на тялото, за да представят в най-добра светлина съответният продукт.
Някои супермодели като Адриана Лима, Наоми Кембъл, Кармела ДеЧезаре, Рейчъл Хънтър и др., са по-добре платени, отколкото представителите на много други форми на изкуството.